# Крихітка Віллі Вінкі
«Крихітка Віллі Вінкі» (англ. Wee Willie Winkie) — кінофільм режисера Джона Форда, який вийшов на екрани в 1937 році. Стрічка заснована на однойменному оповіданні Редьярда Кіплінга. Фільм висувався на премію «Оскар» за найкращу роботу художника-постановника (Вільям Дарлінг, Девід Хол).

## Сюжет
Дія відбувається в 1897 році. Після смерті чоловіка Джойс Вільямс залишається з маленькою донькою Прісциллою без засобів до існування. Тому вона без вагань приймає запрошення свого свекра полковника Вільямса, який очолює шотландський полк в Британської Індії, і переїжджає до нього — в невеликий гарнізон на кордоні з територіями, заселеними войовничими кочівниками. Непосида Прісцилла причалюючий до всіх зі своїми питаннями, захоплюється військовим життям і незабаром заводить дружбу з суворим сержантом МакДаффі. Останній дістає їй військову форму, робить з деревинки «рушницю» і дає їй прізвисько — «рядовий Віллі Вінкі», на честь персонажа однойменної шотландської колискової (див. Wee Willie Winkie). Тим часом ситуація на кордоні загострюється, гарнізону загрожує напад кочівників …

## У ролях
- Ширлі Темпл — Прісцилла Вільямс
- Віктор МакЛаглен — сержант Дональд МакДаффі
- Обрі Сміт — полковник Вільямс
- Джун Ленґ — Джойс Вільямс
- Майкл Вейлен — лейтенант «Коппі» Брандес
- Сізар Ромеро — Хода-хан
- Констанс Кольєр — місис Аллардайс
- Віллі Фунґ — Могаммед-дин